# Життя і нічого більше
Життя і нічого більше — іспанський драматичний фільм від режиссера Антоніо Мендез Еспарза. Фільм було представлено на 2017 Toronto International Film Festival.